# Настенко Олександр Анатолійович
Олекса́ндр Анато́лійович Насте́нко (нар. 1 лютого 1956, місто Гайворон, Кіровоградська область) — український політик. Народний депутат України 3-го скликання.

## Освіта
У 1978 році закінчив Київського університету імені Тараса Шевченка за фахом журналіст.

## Кар'єра
- 1972–1973 — столяр філіалу Харківського заводу «Радіодеталь», місто Гайворон.
- 1973–1978 — студент Київського університету імені Тараса Шевченка.
- 1978–1980 — кореспондент газети «Молодогвардієць», місто Луганськ.
- 1980–1990 — в газетах «Ленінське плем'я», «Прапор Жовтня», «Південна правда», місто Миколаїв.
- З 1990 — завідувач відділу газети «Вечерний Николаев».

Колишній голова Миколаївської обласної організації партії ВО «Батьківщина».

## Парламентська діяльність
Народний депутат України 3-го скликання з 12 травня 1998 до 14 травня 2002 за виборчім округом № 132 Миколаївської області, висунутий партією «Реформи і порядок». З'явилось 71.67%, «за» 29.44%, 13 суперників. На час виборів: спеціальний кореспондент газети «Вечерний Николаев», безпартійний. Член фракції «Громада» (червень 1998 — березень 1999), член фракції «Батьківщина» (з березня 1999). Член Комітету з питань законодавчого забезпечення правоохоронної діяльності та боротьби з організованою злочинністю і корупцією (липень 1998 — лютий 2000), член Комітету з питань законодавчого забезпечення правоохоронної діяльності (з лютого 2000).
Квітень 2002 — кандидат в народні депутати України від «Блоку Юлії Тимошенко», № 25 в списку. На час виборів: народний депутат України, член партії ВО «Батьківщина».